# Orust
Orust je ostrov v západním Švédsku ležící v kraji Västra Götaland. Nachází se severně od sedmého největšího ostrova Švédska Tjörnu. Jde o třetí největší přirozeně vytvořený ostrov Švédska a čtvrtý celkově s rozlohou 345,6 km². Největším městem Orustu je Henån s přibližně 2000 obyvateli. Celkově na Orustu žije přibližně 15 000 obyvatel v zimě a ještě více v létě. Hlavním průmyslem Orustu jsou loděnice, dvěma největšími jsou Najadvarvet and Hallberg-Rassy.

## Okresy

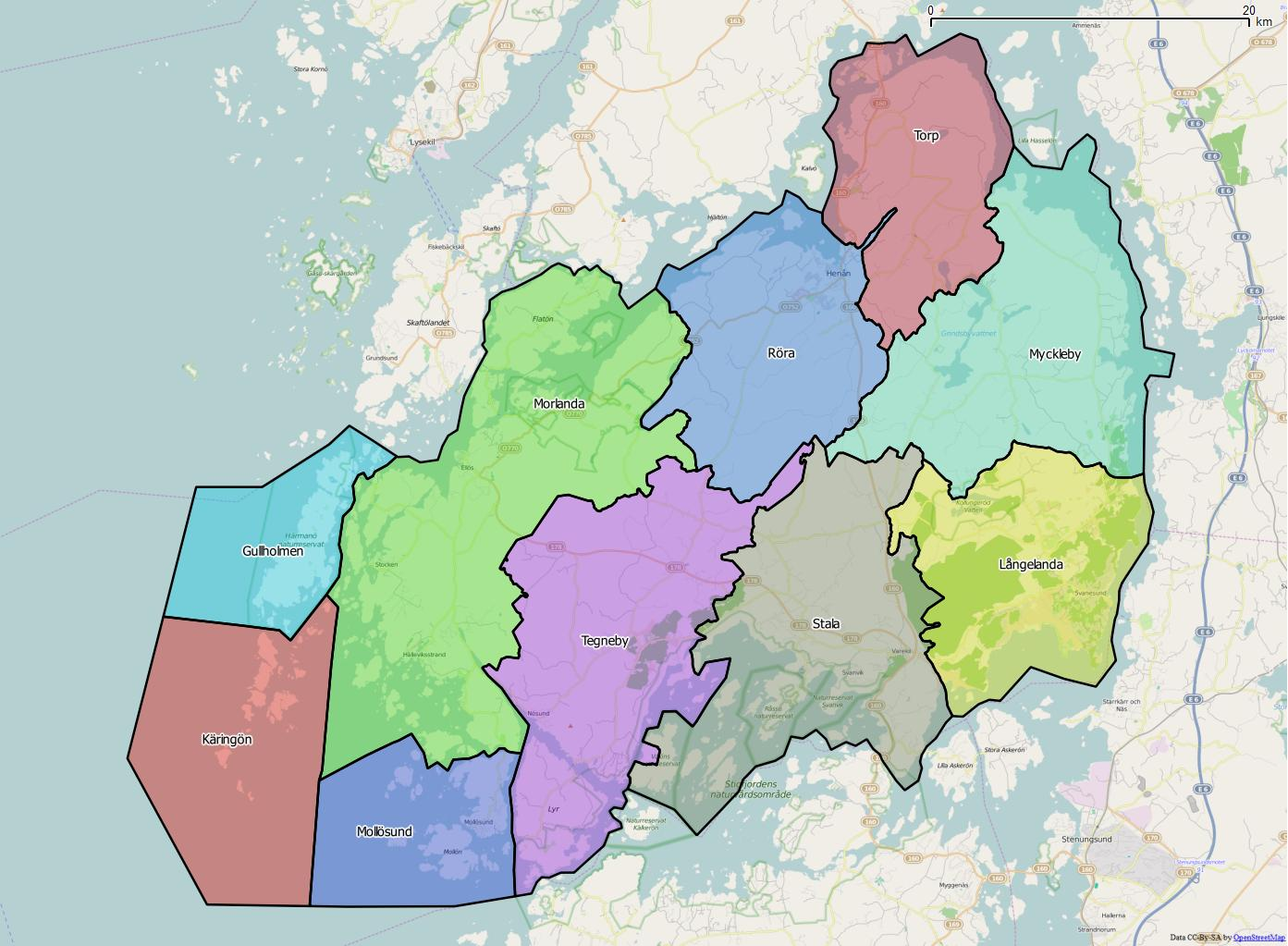
Okresy Orustu

- Gullholmen
- Käringön
- Långelanda
- Mollösund
- Morlanda
- Myckleby
- Röra
- Stala
- Tegneby
- Torp

## Města
- Barrevik
- Edshultshall
- Ellös
- Henån
- Hälleviksstrand
- Kungsviken
- Mollösund
- Myckleby
- Nösund
- Slussen
- Stillingsön
- Stocken
- Svanesund
- Svanvik
- Varekil